# Saint-Raphaël VHB
El Saint-Raphaël VHB es un equipo de balonmano de la localidad francesa de Saint-Raphaël. Actualmente milita en la Primera División de la liga francesa de balonmano.

## Plantilla 2024-25
|  | Porteros - 1 Rangel da Rosa - 16 Alexandre Demaille Extremos izquierdos - 20 Raphaël Caucheteux - 97 Drevy Paschal Extremos derechos - 10 Martial Caïs - 24 Arthur Vigneron Pívots - 8 Jonathan Mapu - 36 Johannes Marescot | Laterales izquierdos - 15 Quinten Colman - 17 Benjamin Bataille Centrales - 9 Chema Márquez - 28 Sergio Pérez Manzanares Laterales derechos - 32 Andreas Lang - 93 Micke Brasseleur |